# لوبانغ (جزيرة)
جزيرة لوبانغ (بالإنجليزية: Lubang Island) هي إحدى الجزر التابعة لإقليم ميماروبا في الفلبين، وتقع في بحر الصين الجنوبي إلى الغرب من جزيرة لوزون، ضمن مقاطعة مندورو الغربية.

## نبذه
تُعد الجزيرة من أبرز جزر بلدية لوبانغ، وتتميز بتضاريسها المتنوعة التي تشمل السواحل الرملية، والمرتفعات الخضراء، والغابات الاستوائية، تُعرف بمياهها الصافية وشعابها المرجانية، ما يجعلها وجهة مناسبة لهواة الغوص والسباحة.
تكتسب لوبانغ أيضًا أهمية تاريخية، إذ كانت آخر موقع احتمى فيه الجندي الياباني هيرو أونودا، الذي بقي مختبئًا في الجزيرة حتى عام 1974، ظنًا منه أن الحرب العالمية الثانية لم تنتهِ بعد. وتُعد هذه الحادثة جزءًا من التراث الثقافي المحلي.
رغم بعدها النسبي عن المسارات السياحية الرئيسية، توفر الجزيرة تجربة هادئة للمسافرين الباحثين عن الطبيعة والتاريخ، وتربطها رحلات بحرية من باتانغاس في لوزون.